# Gebetbuch Karls des Kühnen

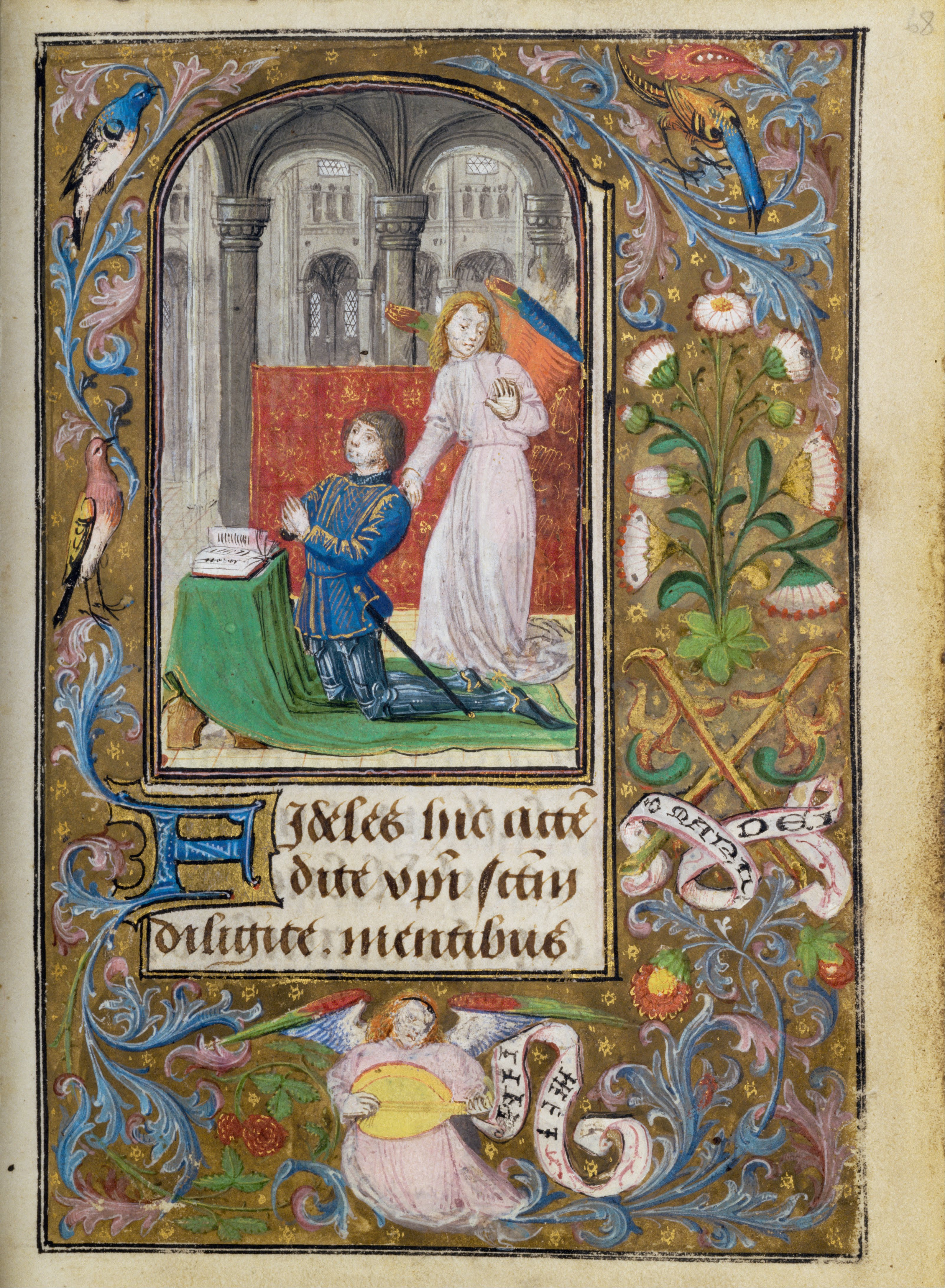
Karl der Kühne beim Gebet, fürbittend präsentiert von einem Engel (Stifterbild)

Das Gebetbuch Karls des Kühnen ist eines der Hauptwerke der Buchmalerei der Renaissance. Es handelt sich um ein von Karl dem Kühnen (1433–1477) in Auftrag gegebenes Werk, das eine Schlüsselstellung in der flämischen Buchkunst einnimmt und heute im Getty Museum in Los Angeles (Sign. Ms. 37) aufbewahrt wird. 
Der im Format 12,4 cm × 9,2 cm gefertigte Kodex beinhaltet auf 318 Pergamentseiten 47 Miniaturen und über 360 Zierinitialen auf ziseliertem Goldgrund. Mit überbordendem Goldschmuck verziert, wurde das Werk von Karls Buchmaler Lieven van Lathem und seinem berühmtesten Kalligraphen Nicolas Spierinck beschrieben und mit zahlreichen Kadellen versehen. 
Drei Porträts des Auftraggebers belegen die sehr persönliche Beziehung Karls zu seinem Gebetbuch. 